# Salon de Bruxelles
Pour Autre Salon à Bruxelles, voir Salon de l'automobile de Bruxelles.
Le Salon de Bruxelles est une exposition périodique d'œuvres d'artistes vivants qui a lieu à de 1811 à 1914, à trente-cinq reprises.
L'exposition se concentre principalement sur les peintres, mais des sculpteurs, dessinateurs, graveurs et architectes sont également présents. Les participants bénéficient d'une occasion unique de présenter leur travail au grand public et, s'ils le souhaitent, de le proposer à la vente. Ils peuvent également s'inscrire anonymement à un concours dont le premier prix est une médaille d'or. 
Les catalogues sont très demandés. Les journaux et les critiques d'art suivent l'événement de près. Le musée national s'enrichit principalement d'œuvres achetées au Salon.

## Histoire
Anvers, en 1789, puis Gand, en 1792, sont les premières villes des Pays-Bas à créer un Salon à l'exemple de Paris. En 1803, ces initiatives sont suivies à Bruxelles, où un musée de la peinture est ouvert dans le palais de Charles de Lorraine. À l'été de cette même année, il accueille une première exposition d'artistes contemporains, organisée par la Société de peinture, sculpture et architecture de Bruxelles.
Le vrai point de départ du Salon est l'année 1811. Sous l'impulsion du comte Charles Joseph d'Ursel et de Charles Van Hulthem de Gand, la Société de Bruxelles pour l'encouragement des beaux-arts est fondée. Le 4 novembre, les visiteurs peuvent visiter la première édition (à l'automne, pour ne pas concurrencer le Salon de Paris). Un jury avait sélectionné les participants, tandis qu'un autre jury avait décerné, le 17 novembre, les prix (peinture, paysage, sculpture, architecture et dessin), en présence d'une quarantaine d'artistes. Il était prévu dès le départ que les Salons de Gand et de Bruxelles alterneraient chaque année. Étant donné qu'Anvers a également créé un Salon, un système triennal est adopté en 1813 : chaque ville organisant son propre Salon.

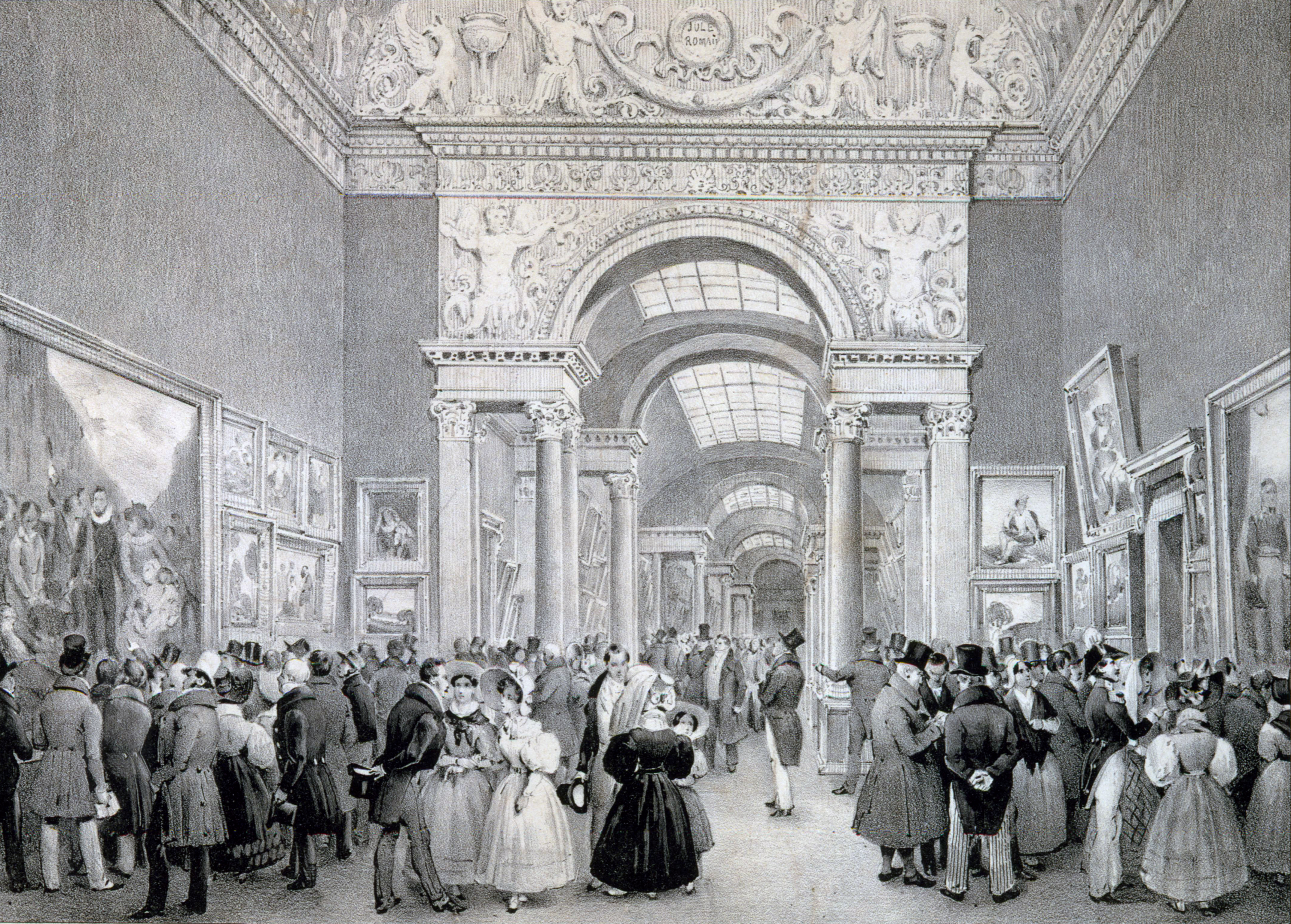
Salon de Bruxelles de 1830 par Jean-Baptiste Madou.

En 1817, le roi Guillaume Ier des Pays-Bas conclut un arrangement général sur l'organisation d'expositions officielles dans les Pays-Bas méridionaux. En 1830, le Salon coïncide avec la troisième exposition générale des produits de l'industrie nationale. La nouvelle Grande Galerie venait d'ouvrir et de recevoir, entre autres, Le Sacrifice du maire Pieter van der Werff de Gustave Wappers. Elle s'est attiré de vives critiques de son collègue François-Joseph Navez et deux camps se sont constitués. Cependant, l'œuvre recueille un grand succès de foule car son exposition précède de peu la révolution belge qui éclate en septembre 1830, et l'association organisatrice a décidé de se retirer au vu du contexte d'effervescence dans le royaume. Le gouvernement de la jeune Belgique indépendante a vu une occasion de reprendre l'organisation elle-même et a donné une interprétation plus nationale au concept. Dès l'édition suivante en 1833, le Salon est connu sous le nom d'Exposition nationale des Beaux-Arts. Les pièces historiques sont fortement encouragées pour légitimer le nouvel État. Les visiteurs bénéficient d'une entrée gratuite pendant les festivités de septembre (jusqu'en 1880).
En 1845, la société Les Joyeux tient son premier Salon caricatural. Le groupe, de type étudiant, publie son propre « catalogue », dans lequel il se moque du manque d'innovation. Ses membres comprennent notamment l'écrivain Charles de Coster et Félicien Rops, qui publie Le Diable au Salon (1851) à l'âge de dix-huit ans. Le groupe poursuit sa satire jusqu'en 1869.

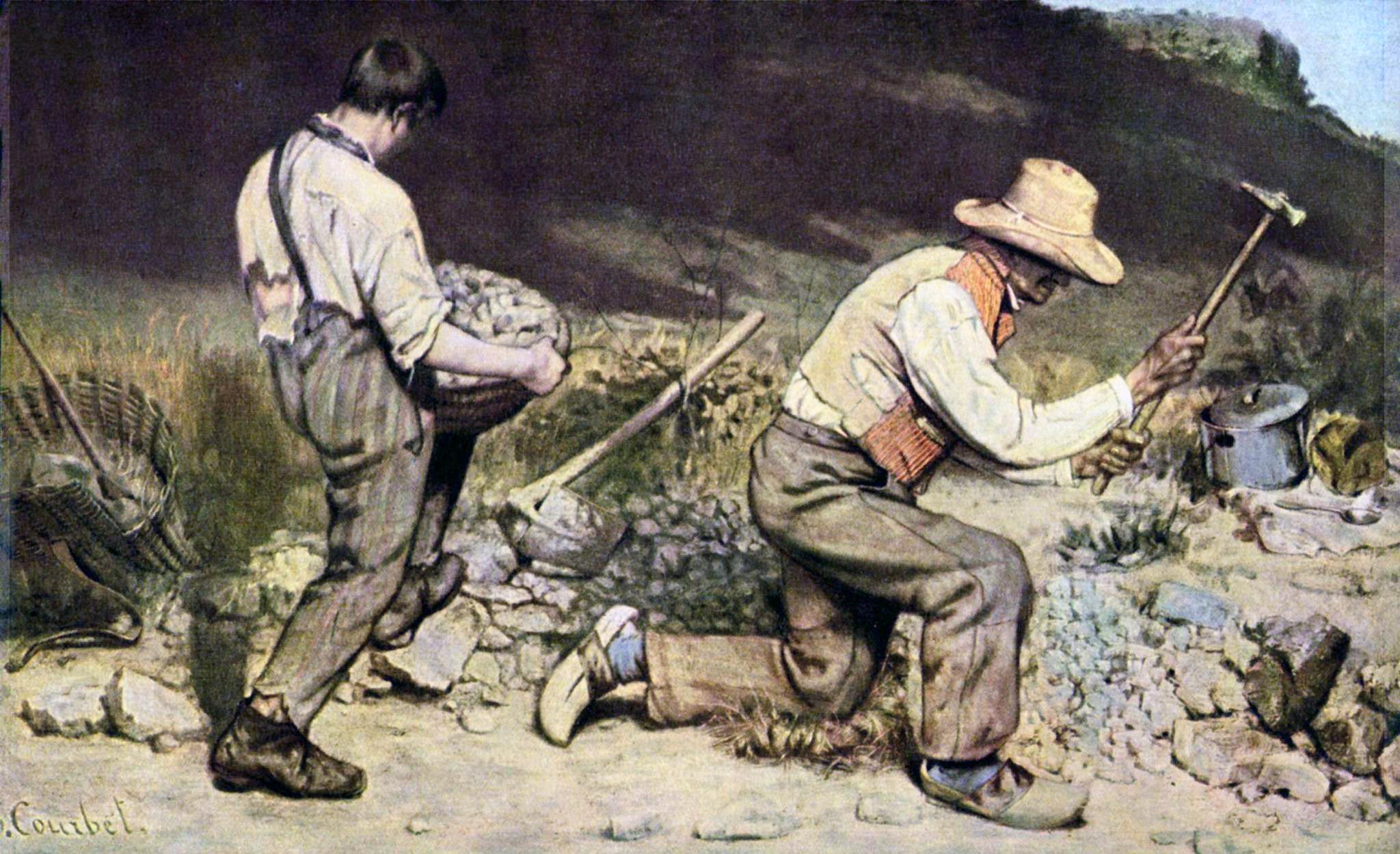
Le réalisme de Les Casseurs de pierres de Gustave Courbet suscite un scandale au Salon de 1851.

Au XIXe siècle, le système institutionnel artistique limite les possibilités d'exposition. Hormis les initiatives de rares cercles organisant des manifestations artistiques et des expositions de bienfaisance, les expositions officielles constituent une étape primordiale pour les artistes qui veulent une visibilité. Si de telles expositions existent dans de nombreuses villes belges, celles de Bruxelles, d'Anvers et de Gand sont les seules à revendiquer un caractère national et sont inscrites dans un système triennal assurant leur périodicité. Le caractère officiel du Salon de Bruxelles est dû à l'intervention directe de l'État dans leur organisation.
Une nouvelle étape est franchie lors de l'édition de 1851. Un effort est accompli pour attirer les artistes étrangers et afin de le souligner, le Salon est désormais dénommé Exposition générale des Beaux-Arts. Le réalisme commence à se manifester,  mais se heurte à une résistance farouche. Dans les décennies qui suivent, les mouvements modernes s'infiltrent. Des critiques d'art comme Emile Verhaeren et Camille Lemonnier se sont révélés de fins observateurs.
Le déclin du Salon officiel débute lorsque de plus en plus d'initiatives privées voient le jour (la Société Libre des Beaux-Arts a été l'une des premières, suivie plus tard par des groupes tels que le Groupe des XX, La Libre Esthétique, Pour l'Art… ). Pour l'édition de 1887, le comité de sélection a divisé par deux le nombre de participants, mais cela n'a guère profité à la qualité. Les artistes rejetés ripostent en organisant, à l'instar de celui de 1863 à Paris, en marge du Salon officiel, un Salon des refusés au Musée du Nord. Les milieux artistiques ayant plaidé pour une privatisation du Salon, cette faculté est en partie accepté en 1893. Une nouvelle Société des beaux-arts (de Bruxelles) met en œuvre l'organisation, bien que toujours sous contrôle gouvernemental. En marge du grand Salon, elle organise également des expositions annuelles. La première en 1894, puis, à partir de 1908, elle est appelée Salon du Printemps. La tradition des Salons triennaux se poursuit jusqu'en 1914. Après cela, en dépit des déclarations d'intention, le Salon n'a plus été recréé.

## Lieux du Salon

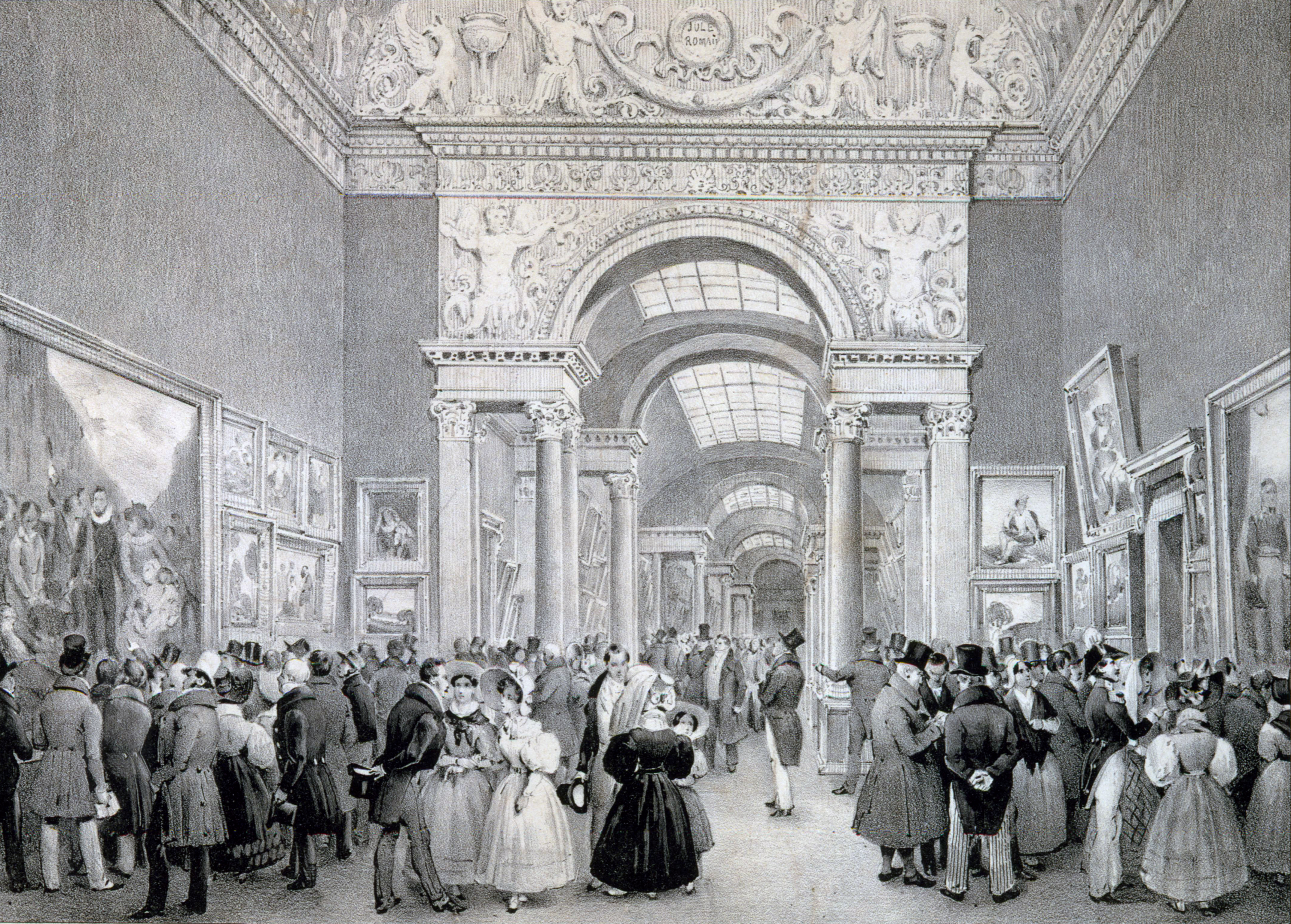
Les appartements de l'ancien palais de Charles de Lorraine où se tiennent les Salons de 1811 à 1848

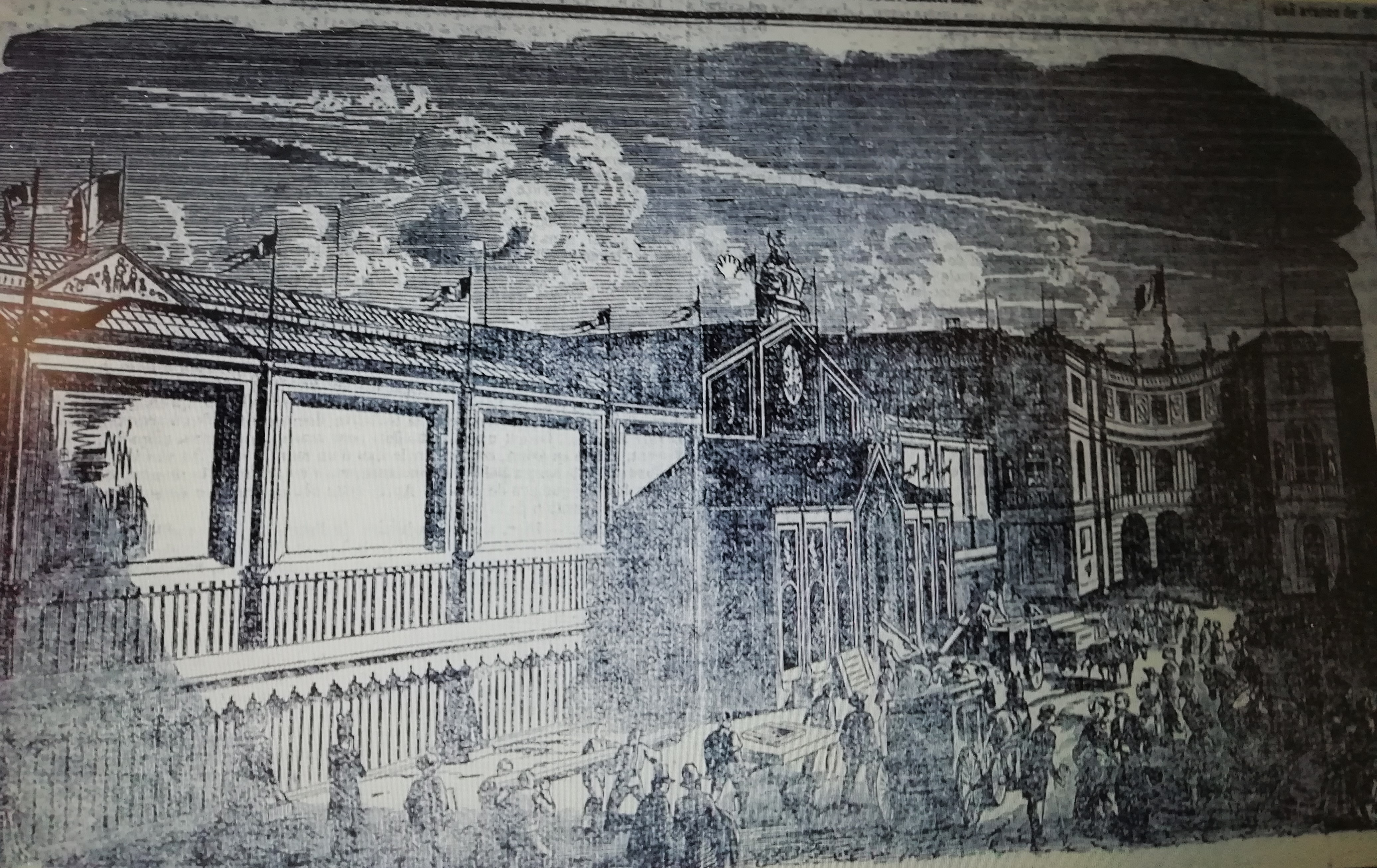
Édifice provisoire du Salon de Bruxelles dans la cour du palais de Charles de Lorraine où ont lieu les Salons 1851, 1854 et 1857.

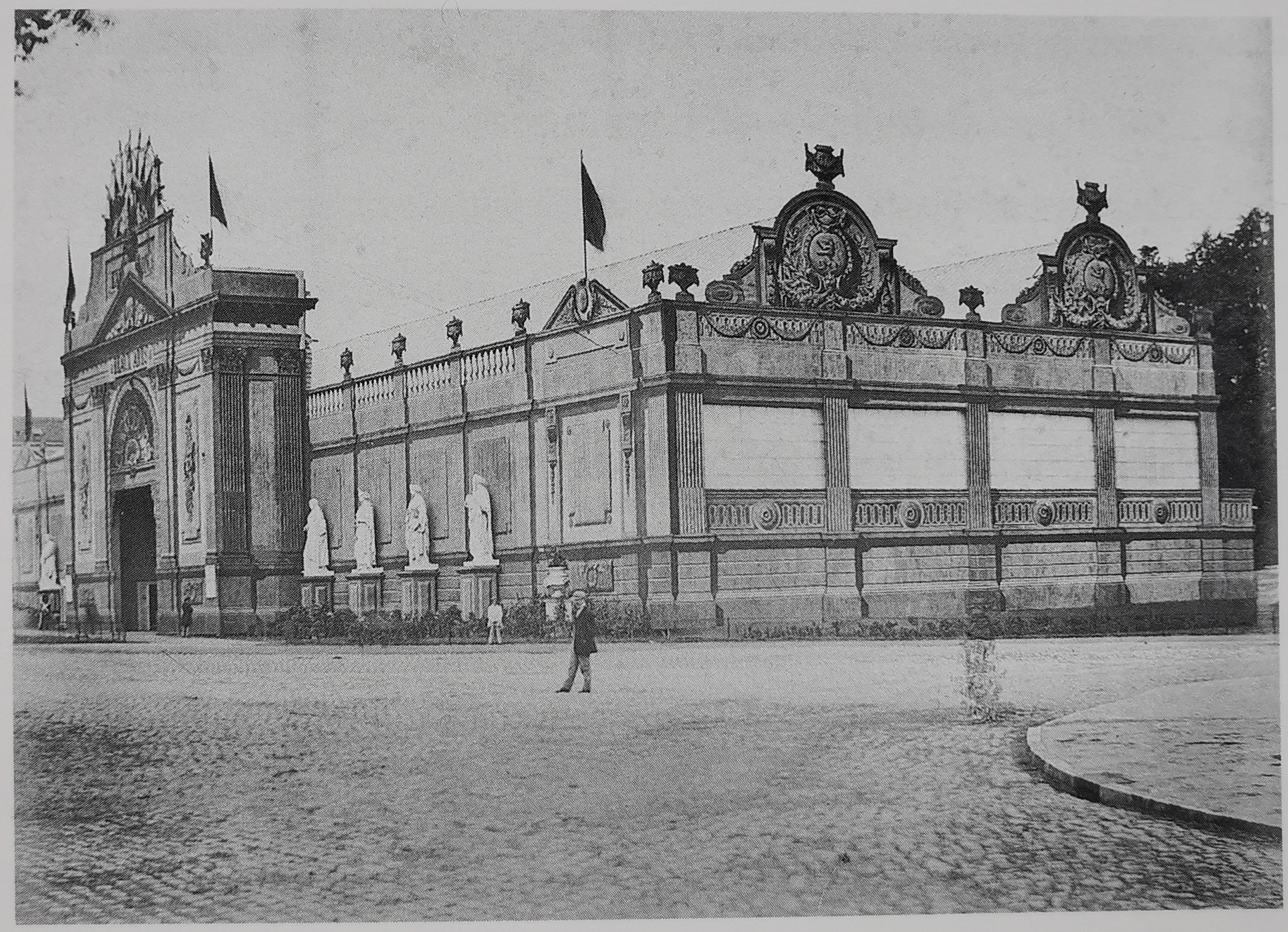
Le bâtiment provisoire qui accueille, place du Trône, les Salons de 1863 et 1866.

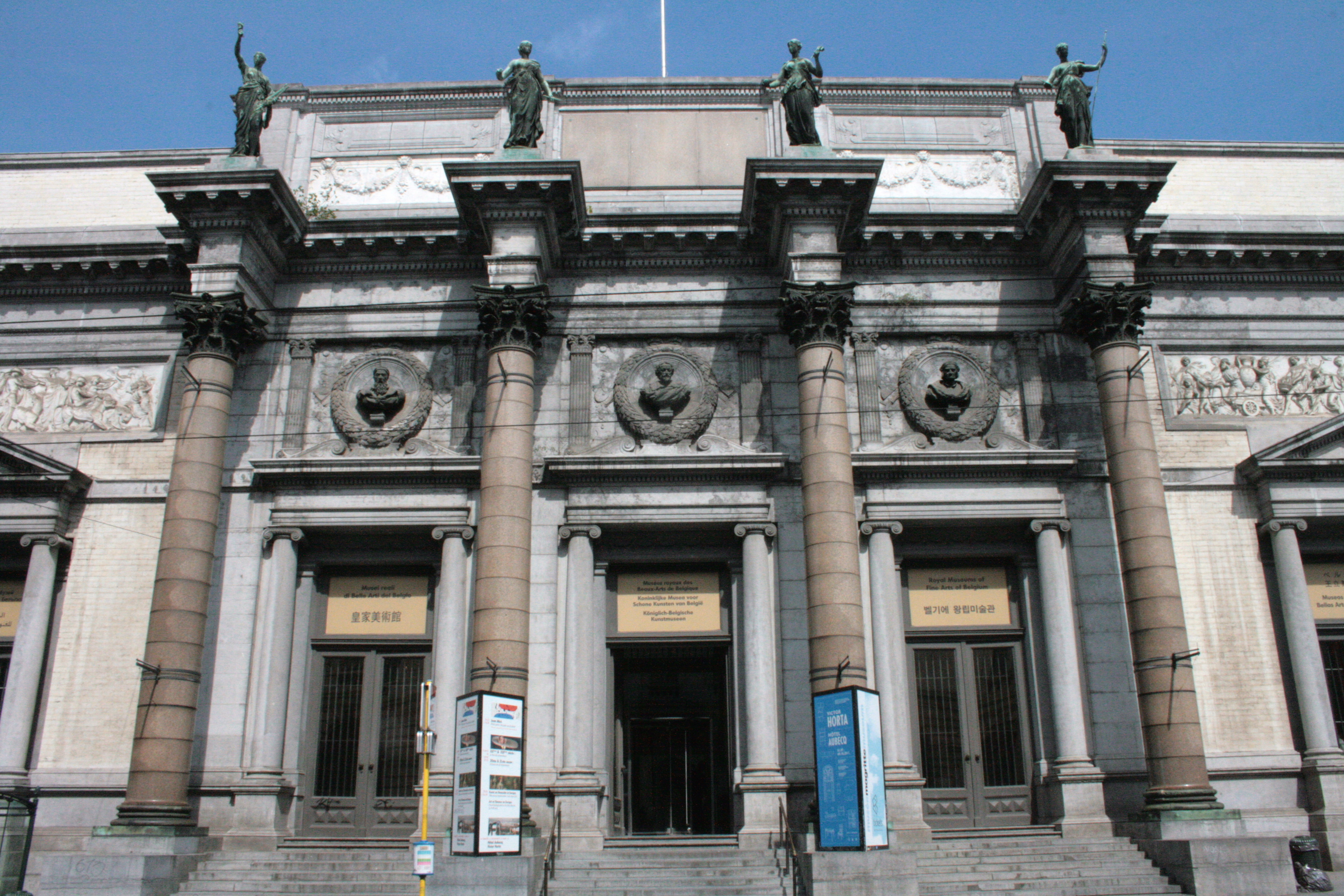
Les musées royaux des Beaux-Arts de Belgique où se tiennent les Salons de 1881 à 1890.

De 1811 à 1848, le Salon se déroule dans les appartements de l'ancien palais de Charles de Lorraine. Cette situation n'est pas idéale car le lieu servait également de musée de la peinture. La collection permanente devait être temporairement stockée ou couverte pendant le Salon. Les exposants se sont plaints que toutes les peintures n'étaient pas également bien exposées. En 1818, on tente de trouver une solution en maintenant le Salon dans le grenier, où des travaux avaient été effectués pour laisser entrer la lumière zénithale. Cette édition demeure une expérience ponctuelle car le public n'est pas enthousiasmé par les nombreux escaliers. Des travaux de rénovation sont effectués pour qu'en 1830 une grande galerie puisse s'ouvrir avec un puits de lumière. Néanmoins, les œuvres accrochées plus bas étaient difficiles à voir. Jusqu'en 1848, on élevait des échafaudages devant les toiles des anciens tableaux pour y accrocher les toiles contemporaines, comme cela se pratiquait au Musée du Louvre.
En 1851, afin de permettre une meilleure visibilité des œuvres, le lieu du Salon est transféré dans un nouvel édifice, à deux niveaux, construit à la hâte dans la cour du palais de Charles de Lorraine, selon les plans de l'architecte Jean-Pierre Cluysenaar. Le local est construit en deux mois pour la somme de 35 000 francs et présente l'avantage d'avoir aboli à l'intérieur les balustrades qui tenaient à distance les amateurs. Ce bâtiment accueille ensuite les expositions de 1854 et de 1857. Le jury des récompenses, de même que plusieurs artistes de renom, plaide pour l'édification d'un palais des beaux-arts qui faciliterait un placement plus avantageux des œuvres à montrer au public.
En 1860, pour la première et unique fois, le Salon a lieu au premier étage, ainsi que dans quelques salles du rez-de-chaussée, du palais ducal (actuel palais des Académies) à Bruxelles. Cet emplacement offre l'avantage d'un accès facile pour les voitures et les piétons. Lors des éditions de 1863 et de 1866, le Salon a lieu dans un nouveau local destiné à l'exposition, place du Trône à Bruxelles. Qualifié de « baraque », l'édifice provisoire a été couvert de toile peinte simulant le granit et un jardinet l'entoure. Le bâtiment est divisé en dix salles dont neuf sont consacrées à la peinture et une à la lithographie, le dessin et les gravures. Une galerie expose une partie des sculptures, dont bon nombre sont aussi présentes au milieu des salles affectées à la peinture. Chacun des dix compartiments est vaste et élevé, la lumière y est largement répandue par des plafonds garnis de verre dépoli. À cet égard, les artistes sont satisfaits. En revanche, beaucoup de tableaux sont placés à une trop grande élévation, tandis qu'il n'y a presque plus que des petits tableaux, destinés à être regardés de près. L'abandon de la grande peinture, au profit de toiles de dimension modeste, requiert davantage une superficie horizontale importante. 
En 1869, Le Salon a lieu pour la première fois dans les serres de ancien Jardin botanique de Bruxelles auxquelles on a adjoint une galerie. Les salles sont au nombre de quatorze, dont deux consacrées à la sculpture et une au dessin. D'une superficie insuffisante, une galerie supplémentaire est édifiée huit jours après l'ouverture du Salon, afin d'y accrocher quelque 300 tableaux supplémentaires. En 1872, heureusement, le long d'un bâtiment ancien on venait de bâtir une nouvelle galerie parallèle à l'ancienne qui ne suffisait plus à contenir les collections et celles-ci était elle-même en voie de reconstruction. Les tableaux qu'elle contenait avaient été temporairement retirés et relégués dans les magasins. Le gouvernement prit le parti de profiter de la circonstance pour y installer les tableaux de l'exposition dans des locaux parfaitement appropriés et rendus disponibles par le hasard. En 1875, le Salon se tient dans un bâtiment provisoire érigé à la place du Petit Sablon. En 1878, l'exposition se tient dans un vaste immeuble situé entre l'avenue du Midi et le boulevard du Hainaut, que le public appelle ironiquement « marché-bazar du temple ».
En 1881 les premières salles du nouveau musée des Beaux-Arts, sont utilisées afin d'accueillir le Salon triennal. Le musée demeure le lieu des expositions de 1884, de 1887 et 1890. En 1893, le Salon a lieu dans un bâtiment provisoire édifié à la place de l'ancien palais de justice de Bruxelles. En 1897, le Salon a lieu dans l'enceinte de l'Exposition internationale de Bruxelles de 1897. À partir de 1900, l'exposition a désormais lieu, jusqu'en 1914, au palais du cinquantenaire. Après la Première Guerre mondiale, un déménagement dans le futur palais des beaux-arts de Bruxelles était prévu, mais cela n'a jamais eu lieu.

## Éditions
Le Salon de Bruxelles a été organisé 35 fois :
1811, 1813, 1815, 1818, 1821, 1824, 1827, 1830, 1833, 1836, 1839, 1842, 1845, 1848, 1851, 1854, 1857, 1860, 1863, 1866, 1869, 1872, 1875, 1878, 1881, 1884, 1887, 1890, 1893, 1897, 1900, 1903, 1907, 1910 et 1914.

### Catalogues
- Explication des ouvrages de peinture, sculpture, architecture, gravure et dessin, exécutés par des artistes vivans, et exposés, nov. 1811
- Explication des ouvrages de peinture, sculpture, architecture, gravure et dessin, exécutés par des artistes vivans et exposés au musée de Bruxelles le 1er mai 1813, Bruxelles, G. Picard, 1813
- Explication des ouvrages de peinture, sculpture, architecture, gravure et dessin, exécutés par des artistes vivans, et exposés au musée de Bruxelles, le 1er mai 1815, Bruxelles, Adolphe Stapleaux, 1815
- Catalogue, Explication des ouvrages de peinture, sculpture, architecture, gravure et dessin, exécutés par des artistes vivans, exposés au salon de Bruxelles de 1818, Bruxelles, P.J. De Mat, 1818, 51 p. (lire en ligne).
- Société royale de Bruxelles pour l'encouragement des beaux-arts, Explication des ouvrages de peinture, sculpture, architecture, dessins et gravures réalisés par des artistes vivans, Bruxelles, P.J. De Mat, 1821, 59 p. (lire en ligne).
- Explication des ouvrages de peinture, sculpture, architecture, dessin et gravure, exécutés par des artistes vivans et exposés au Salon de 1824, Bruxelles, P.G. De Mat, 1824
- Société royale des Beaux-Arts de Bruxelles, Programme du concours du Salon de 1827, Bruxelles, P. J. De Mat, 1827, 35 p. (lire en ligne).
- Explication des ouvrages de peinture, sculpture, architecture, dessin et gravure, exécutés par des auteurs vivans et exposés au Salon de 1830 à Bruxelles, Bruxelles, H. Remy, 1830
- Catalogue, Exposition nationale des Beaux-Arts : explication des ouvrages de peinture, sculpture, gravure, dessin et lithographie des artistes vivans, exposés au Salon de 1833, Bruxelles, H. Remy, 1833, 45 p. (lire en ligne).
- Exposition nationale des beaux-arts. Explication des ouvrages de peinture, sculpture, gravure, dessin et lithographie des artistes vivans, exposés au Salon de 1836, Bruxelles, Vandooren, 1836
- Exposition nationale des beaux-arts. Explication des ouvrages de peinture, sculpture, gravure, dessin et lithographie, exposés au Salon de 1839, Bruxelles, De Mortier, 1839
- Exposition nationale des beaux-arts. Explication des ouvrages de peinture, sculpture, gravure, dessin et lithographie, exposés au Salon de 1842, Bruxelles, De Mortier, 1842
- Exposition nationale des beaux-arts. Explication des ouvrages de peinture, sculpture, gravure, dessin et lithographie, exposés au Salon de 1845, Bruxelles, De Mortier, 1845
- Exposition nationale des beaux-arts. Explication des ouvrages de peinture, sculpture, gravure, dessin et lithographie, exposés au Salon de 1848, Bruxelles, De Mortier, 1848
- Exposition générale des beaux-arts. 1851. Catalogue explicatif, Bruxelles, Stapleaux, 1851
- Exposition générale des beaux-arts. 1854. Catalogue explicatif, Bruxelles, Stapleaux, 1854
- Exposition générale des beaux-arts. 1857. Catalogue explicatif, Bruxelles, Charles Lelong, 1857
- Exposition générale des beaux-arts. 1860. Catalogue explicatif, Bruxelles, Charles Lelong, 1860
- Exposition générale des beaux-arts. 1863. Catalogue explicatif, Bruxelles, Charles Lelong, 1863
- Exposition générale des beaux-arts. 1866. Catalogue explicatif, Bruxelles, Charles Lelong, 1866
- Exposition générale des beaux-arts. 1869. Catalogue explicatif, Bruxelles, Charles Lelong, 1869
- Catalogue, Exposition générale des Beaux-Arts de 1872, catalogue explicatif, Bruxelles, Adolphe Mertens, 1872, 205 p. (lire en ligne).
- Catalogue, Exposition générale des Beaux-Arts de 1875, catalogue explicatif, Bruxelles, Adolphe Mertens, 1875, 236 p. (lire en ligne).
- Catalogue, Exposition générale des Beaux-Arts de 1878, catalogue explicatif, Bruxelles, Adolphe Mertens, 1878, 205 p..
- Catalogue, Exposition générale des Beaux-Arts de 1881, catalogue explicatif, Bruxelles, Adolphe Mertens, 1881, 171 p. (lire en ligne).
- Catalogue, Exposition générale des Beaux-Arts de 1884, catalogue explicatif, Bruxelles, V Charles Vanderauwera, 1884, 165 p..
- Exposition générale des beaux-arts. 1887. Catalogue explicatif, Bruxelles, Mertens, 1887
- Exposition générale des beaux-arts. 1890. Catalogue explicatif, Bruxelles, Veuve Monnom, 1890
- Exposition générale des beaux-arts. Catalogue. 1893. Algemeene Tentoonstelling van Schoone Kunsten. Catalogus, Bruxelles, E. Lyon-Claesen, 1893
- Exposition internationale de Bruxelles. 1897. Beaux-Arts. Catalogue général, Bruxelles, Ed. Lyon-Claesen, 1897
- Exposition triennale des beaux-arts. 1900. Catalogue, Bruxelles, Veuve Monnom, 1900
- Salon Triennal des Beaux-Arts 1903, Bruxelles, Fred. Tilbury, 1903
- Exposition générale des Beaux-Arts. Bruxelles 1907. Catalogue, Bruxelles, A. Lesigne, 1907
- Exposition internationale et universelle de Bruxelles en 1910. Groupe II: Beaux-arts, Bruxelles, A. Lesigne, 1910
- Exposition générale des Beaux-Arts (Salon triennal — Bruxelles 1914), Bruxelles, C. Lelong, 1914